# Pseudoamolops
Pseudoamolops é um género de anfíbio anuro pertencente família Ranidae.

## Espécies
- Pseudoamolops multidenticulatus (Chou et Lin, 1997).
- Pseudoamolops sauteri (Boulenger, 1909).